# Списак генерала и адмирала ЈНА: К
Списак генерала и адмирала Југословенске народне армије (ЈНА) чије презиме почиње на слово К. За остале генерале и адмирале, погледајте Списак генерала и адмирала ЈНА.
- Рахмија Каденић (1920—2000) генерал-пуковник. Активна служба у ЈНА престала му је 1980. године.
- Вељко Кадијевић (1925—2014) генерал армије. Активна служба у ЈНА престала му је 1992. године.[б]
- Радојица Кадијевић (1940) морнаричкотехнички генерал-мајор.
- Никола Кајић (1902—1987) генерал-потпуковник. Активна служба у ЈНА престала му је 1960. године.
- Алојз Кајин (1924—2019) генерал-мајор. Активна служба у ЈНА престала му је 1977. године.
- Марко Калајџић (1924) генерал-мајор. Активна служба у ЈНА престала му је 1977. године.
- Владимир Калезић (1910) генерал-мајор. Активна служба у ЈНА престала му је 1964. године.
- Марко Калођера (1924) генерал-мајор.
- Бранко Кандић (1919—1994) генерал-мајор. Активна служба у ЈНА престала му је 1975. године.
- Миле Кандић (1933—2017) адмирал.[в]
- Шефик Капетановић (1920—2009) генерал-мајор. Активна служба у ЈНА престала му је 1973. године.
- Павле Капичић (1921) вице-адмирал. Активна служба у ЈНА престала му је 1979. године.
- Васко Карангелески (1921—1977) генерал-пуковник. Народни херој.
- Ђуро Карановић (1926—2011) генерал-мајор. Активна служба у ЈНА престала му је 1985. године.
- Никола Карановић (1914—1991) генерал-пуковник. Активна служба у ЈНА престала му је 1974. године. Народни херој.
- Анте Каранушић (1932) генерал-мајор. Активна служба у ЈНА престала му је 1992. године.
- Бранко Карач (1922) генерал-мајор. Активна служба у ЈНА престала му је 1974. године.
- Стипе Кармелић (1919—1996) генерал-мајор. Активна служба у ЈНА престала му је 1969. године.
- Перо Касаповић (1914—1995) генерал-мајор. Активна служба у ЈНА престала му је 1965. године. Народни херој.
- Никола Кастратовић (1926) генерал-мајор.
- Душан Касум (1938—2025) генерал-мајор.[г]
- Блажо Кафеџиски (1923—1994) генерал-потпуковник финансијске службе. Активна служба у ЈНА престала му је 1981. године.
- Душан Кведер (1915—1966) генерал-пуковник. Активна служба у ЈНА престала му је 1955. године. Народни херој.
- Слободан Кезуновић (1920—2006) генерал-мајор
- Иван Керн (1898—1991) контра-адмирал. Активна служба у ЈА престала му је 1945. године.
- Саво Кесар (1915—1997), генерал-пуковник. Активна служба у ЈНА престала му је 1973. године.
- Мило Килибарда (1913—1983) генерал-пуковник. Активна служба у ЈНА престала му је 1973. године. Народни херој.
- Миољуб Кичић (1911—1995) санитетски генерал-мајор. Активна служба у ЈНА престала му је 1980. године.
- Ђуро Кладарин (1916—1987) генерал-пуковник. Активна служба у ЈНА престала му је 1950. године. Народни херој.
- Радислав Клањшек (1925—1984) генерал-потпуковник.
- Франц Клајнхапел (1896—1991) генерал-мајор.
- Петар Клеут (1913—1995) генерал-мајор. Активна служба у ЈНА престала му је 1963. године.
- Ђорђе Кликовац (1917—2007) санитетски генерал-мајор. Активна служба у ЈНА престала му је 1972. године.
- Вјекослав Клишанић (1897—1980) генерал-мајор. Активна служба у ЈНА престала му је 1958. године.
- Милан Клобас (1922) генерал-мајор. Активна служба у ЈНА престала му је 1978. године.
- Велимир Кнежевић (1916—2012) генерал-пуковник. Активна служба у ЈНА престала му је 1976. године.
- Живан Кнежевић (1915—1996) генерал-мајор. Активна служба у ЈНА престала му је 1970. године.
- Милан Кнежевић (1923—1976) генерал-потпуковник.
- Никица Кнежевић (1889—1973) генерал-мајор. Активна служба у ЈНА престала му је 1947. године.
- Радован Кнежевић (1916—1988) генерал-мајор. Активна служба у ЈНА престала му је 1965. године. Народни херој.
- Блажо Ковачевић (1909—1981) генерал-мајор авијације. Активна служба у ЈНА престала му је 1964. године.
- Вељко Ковачевић (1912—1994) генерал-пуковик. Активна служба у ЈНА престала му је 1972. године. Народни херој.
- Војо Ковачевић (1912—1997) генерал-пуковик. Активна служба у ЈНА престала му је 1972. године. Народни херој.
- Ђуран Ковачевић (1916—2007) генерал-мајор. Активна служба у ЈНА престала му је 1967. године. Народни херој.
- Милан Ковачевић (1921) генерал-потпуковник. Активна служба у ЈНА престала му је 1979. године.
- Стево Ковачевић (1919) генерал-мајор. Активна служба у ЈНА престала му је 1968. године.
- Чедо Ковачевић (1933) генерал-мајор авијације.
- Божидар Ковачић (1920) генерал-мајор. Активна служба у ЈНА престала му је 1973. године.
- Вук Ковачић (1919) генерал-потпуковник. Активна служба у ЈНА престала му је 1978. године.
- Владимир Когој (1923) генерал-мајор. Активна служба у ЈНА престала му је 1973. године.
- Руди Кодрич (1920—2006) генерал-мајор. Активна служба у ЈНА престала му је 1966. године.
- Конрад Колшек (1933—2009) генерал-пуковник. Активна служба у ЈНА престала му је 1991. године.
- Јован Кокот (1920—1998) генерал-мајор. Активна служба у ЈНА престала му је 1973. године.
- Здравко Колар (1923—2007) генерал-мајор. Активна служба у ЈНА престала му је 1979. године.
- Векослав Колб (1901—1980) генерал-потпуковник. Активна служба у ЈНА престала му је 1962. године.
- Антон Колунџић (1905) генерал-мајор. Активна служба у ЈНА престала му је 1962. године.
- Мићо Колунџија (1911—1994) генерал-мајор. Активна служба у ЈНА престала му је 1969. године.
- Владо Кољеншић (1911—1984) генерал-мајор. Активна служба у ЈНА престала му је 1968. године.
- Милисав Кољеншић (1912—1963) генерал-мајор.
- Станко Комбол (1918—2006) генерал-потпуковник. Активна служба у ЈНА престала му је 1976. године.
- Данило Комненовић (1915—2001) генерал-потпуковник. Активна служба у ЈНА престала му је 1973. године. Народни херој.
- Душан Кораћ (1920—1998) генерал-пуковник. Активна служба у ЈНА престала му је 1980. године. Народни херој.
- Кемал Корајлић (1928—2000) генерал-мајор.
- Радослав Косановић (1923—2013) генерал-мајор. Активна служба у ЈНА престала му је 1977. године.
- Дмитар Косовац (1910—1993) генерал-мајор. Активна служба у ЈНА престала му је 1964. године.
- Перо Косорић (1918—1969) генерал-пуковник. Народни херој.
- Живорад Костић (1923—1974) генерал-мајор.
- Звонимир Костић (1930—1998) вице-адмирал.
- Илија Костић (1911—1992) генерал-потпуковник. Активна служба у ЈНА престала му је 1969. године. Народни херој.
- Урош Костић (1911—2006) генерал-потпуковник. Активна служба у ЈНА престала му је 1969. године.
- Зоран Костовски (1935—2014) генерал-мајор.[д]
- Јосиф Костовски (1926) генерал-потпуковник.
- Методије Котевски (1923—2014) генерал-потпуковник. Активна служба у ЈНА престала му је 1981. године.
- Душан Котуровић (1933—2010) генерал-мајор.[ђ]
- Франо Кофлер (1915—197) генерал-мајор. Активна служба у ЈНА престала му је 1971. године.
- Ладо Коцијан (1925) генерал-мајор. Активна служба у ЈНА престала му је 1981. године.
- Франц Кочевар (1918—2005) генерал-пуковник. Активна служба у ЈНА престала му је 1976. године. Народни херој.
- Димко Кочински (1926—2015) генерал-мајор.
- Милан Крагујевић (1884—1966) генерал-мајор. Активна служба у ЈА престала му је 1946. године.[е]
- Никола Крајшић (1921—2002) генерал-мајор. Активна служба у ЈНА престала му је 1974. године.
- Иво Краљ (1913—1998) санитетски генерал-потпуковник. Активна служба у ЈНА престала му је 1975. године.
- Јанез Крамарић (1923) генерал-мајор. Активна служба у ЈНА престала му је 1979. године.
- Анте Крањац (1922) генерал-мајор. Активна служба у ЈНА престала му је 1978. године.
- Маријан Крањц (1935—2017) генерал-мајор. Активна служба у ЈНА престала му је 1990. године.
- Исмет Краснић (1942) генерал-мајор.[ж]
- Херберт Краус (1910—1970) санитетски генерал-мајор. Активна служба у ЈНА престала му је 1956. године.
- Божидар Краут (1901—1967) генерал-потпуковник. Активна служба у ЈНА престала му је 1959. године.
- Божидар Краш (1927—2002) генерал-мајор. Активна служба у ЈНА престала му је 1990. године.
- Милован Крвавац (1922—1993) генерал-мајор.
- Отмар Креачић (1913—1992) генерал-пуковник. Активна служба у ЈНА престала му је 1973. године. Народни херој.
- Бранко Кресојевић (1919) генерал-мајор. Активна служба у ЈНА престала му је 1975. године.
- Станко Крећа (1920—1981) генерал-мајор. Активна служба у ЈНА престала му је 1962. године.
- Винценц Крмељ (1927—1982) генерал-потпуковник.
- Анте Кроња (1915—1985) контра-адмирал. Активна служба у ЈНА престала му је 1963. године.
- Томислав Кроња (1914—1972), санитетски генерал-потпуковник. Активна служба у ЈНА престала му је 1971. године.
- Гојко Крстић (1937) генерал-мајор.[з]
- Славко Крстоношић (1927) генерал-мајор. Активна служба у ЈНА престала му је 1986. године.
- Урош Крунић (1914—1973) генерал-мајор. Активна служба у ЈНА престала му је 1963. године. Народни херој.
- Милан Крџић (1922) генерал-потпуковник. Активна служба у ЈНА престала му је 1980. године.
- Мирко Крџић (1904—1950) генерал-мајор.
- Бранислав Кузмановић (1936) генерал-мајор.[и]
- Милорад Кујачић (1922) генерал-мајор. Активна служба у ЈНА престала му је 1974. године.
- Милутин Кукањац (1935—2002) генерал-пуковник. [ј]
- Милош Кукић (1919) генерал-мајор. Активна служба у ЈНА престала му је 1975. године.
- Урош Кукољ (1917) генерал-мајор. Активна служба у ЈНА престала му је 1964. године.
- Иван Кукоч (1918—2005) генерал-пуковник. Активна служба у ЈНА престала му је 1978. године.
- Хајрудин Куленовић (1916—2003) генерал-потпуковник. Активна служба у ЈНА престала му је 1979. године.
- Исмет Куленовић (1924—2005) генерал-потпуковник авијације.
- Марко Кулић (1933—2014) генерал-потпуковник авијације.[к]
- Милосав Кундачина (1926—2007) генерал-мајор. Активна служба у ЈНА престала му је 1985. године.
- Милан Купрешанин (1911—2005) генерал-пуковник. Активна служба у ЈНА престала му је 1971. године. Народни херој.
- Урош Купрешанин (1926—1994) генерал-мајор. Активна служба у ЈНА престала му је 1985. године.
- Миле Кучинић (1935) генерал-мајор ваздухопловно-техничке службе. Активна служба у ЈНА престала му је 1992. године.
- Стејпан Кучиш (1915—1995) генерал-мајор. Активна служба у ЈНА престала му је 1971. године.
- Анђелко Кучишец (1920—2001) генерал-мајор. Активна служба у ЈНА престала му је 1980. године.